# Менхир
Менхир (у бретонском: мен = камен, хир = дугачак) је правековни камени култни пилир посађен у земљу у виду неотесаног обелиска. 
Менхири су тесно повезани са сахрањивањем, иако нису били надгробни споменици у правом смислу те речи. Представљали су људске фигуре које су изражавале ону страну људског усправног држања као карактеристичну особину којим се разликовао од животиња.
Менхири би спадали у пластике али чврст камен је и основ грађевинске делатности. Блиски су долменима који још јасније одражавају основе архитектонских споменика.
На основу етнологије, менхир је центар душа умрлих који су сахрањени у мегалитским гробницама.